# رستاخیز مسیح

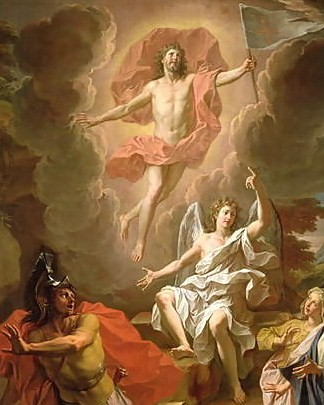
رستاخیز مسیح. نوئل کویپل، ۱۷۰۰

رستاخیز عیسی مسیح یکی از آموزه‌های مسیحی که براساس آن عیسی مسیح به‌طورِ معجزه آسایی سه روز پس از به صلیب کشیده شدن، به زندگی بازگشت. عیسی در روز جمعه به صلیب کشید شد و در روزِ یکشنبه از میان مردگان برخاست. این اصل، اصلِ ایمان مسیحی و الهیاتِ مسیحی و بخشی از مرامنامه نیسن است: بر اساس کتاب، در روزِ سوم وی دوباره برخاست. به زنده شدن عیسی مسیح بعد از مرگ، رستاخیز اول می‌گویند. البته برخی می‌گویند که از جمعه تا یک شنبه دو روز و اندی (و نه سه روز) است. ولی باید در نظر داشت که در آن زمان دو تا روز «شنبه» داشته‌ایم: «شنبه» و «شنبه متصل». مسیح پس از رستاخیز، ۴۰ روز میان شاگردان ماند.
در الهیات مسیحی، مرگ و زنده شدن عیسی مسیح از مهم‌ترین وقایع، پایه و اساس ایمان مسیحی است و با عید پاک گرامی داشته می‌شود. برای مسیحیان، رستاخیز جسمی وی تضمینی برای زنده شدن دوباره همه مردگان مسیحی در هنگام بازگشت دوم مسیح است.

طبق گفته جان آر رایس، مبلغ باپتیست، زنده شدن عیسی مسیح بخشی از نقشه نجات و رستگاری با کفاره گناه انسان بود.
گرچه رستاخیز یک واقعه تاریخی بود که با نشانه قبر خالی و برخورد رسولان با مسیح در حال قیام قابل تأیید بود، اما همچنان به شکل رمز آلود و ایمانی به عنوان چیزی فراتر از تاریخ باقی مانده‌است.
به گفته تری میه، فیلسوف مسیحی در دانشگاه آکسفورد، این سؤال که آیا مسیح از مرگ برخاست؟ " مهمترین سؤال در رابطه با ادعاهای ایمان مسیحی است
در نوشته‌های عهد جدید هیچ توصیفی از لحظه رستاخیز وجود ندارد، بلکه شرح قبر خالی و ظاهر شدن عیسی مسیح بر یارانش پس از برخاستن از قبر است.
یکی از نامه‌های فرستاده شده توسط پولس رسول به یکی از کلیساهای اولیه یونان، اولین نامه به قرنتیان، حاوی یکی از اولین اعتقادات مسیحی است که به ظواهر پس از مرگ عیسی مسیح اشاره می‌کند، و بیانگر اعتقاد به زنده شدن او از مرگ است.

## گزارش انجیل‌ها از رستاخیز عیسی مسیح

### گزارش انجیل متی
«بعد از سبت هنگام فجر روز اول هفته مریم مجدلیه و مریم دیگر به جهت دیدن قبر آمدند که ناگاه زلزله‌ای عظیم حادث شد از آنرو که فرشته یهوه از آسمان نزول کرده آمد و سنگ را از درِ قبر غلطانیده بر آن بنشست و صورت او مثل برق و لباسش چون برف سفید بود و از ترس او کشیکچیان به لرزه درآمده مثل مرده گردیدند. اما فرشته به زنان متوجه شده گفت: شما ترسان مباشید! می‌دانم که عیسای مصلوب را می‌طلبید. در اینجا نیست زیرا چنان‌که گفته بود برخاسته است. بیایید جایی که سرور خفته بود ملاحظه کنید و بزودی رفته شاگردانش را خبر دهید که از مردگان برخاسته است. اینک پیش از شما به جلیل می‌رود. در آنجا او را خواهید دید. اینک شما را گفتم.

### گزارش انجیل مرقس
«چون روز شبّات گذشت، مریم مجدلیه و سالومه و مریم، مادر یعقوب، حنوط خریدند تا بروند و بدن عیسی را تدهین کنند. پس در نخستین روز هفته سحرگاهان، هنگام طلوع آفتاب، به سوی مقبره روانه شدند… پس دیدند که سنگ از جلو مقبره به کناری غلتانیده شده‌است… چون وارد مقبره شدند، جوانی را دیدند که بر سمت راست نشسته بود و ردایی سفید بر تن داشت. از دیدن او هراسان شدند، جوان به ایشان گفت: مترسید! شما در جستجوی عیسای ناصری هستید که بر صلیبش کشیدند. او برخاسته است؛ اینجا نیست… حال بروید و به شاگردان او و به پطرس بگویید که او پیش از شما به جلیل می‌رود؛ در آنجا او را خواهید دید، چنان‌که پیشتر به شما گفته بود. پس زنان بیرون آمده، گریختند. آنها به هیچ‌کس چیزی نگفتند، چرا که می‌ترسیدند».

### گزارش انجیل لوقا
«در سپیده دم روز اول هفته، زنان حنوطی را که فراهم کرده بودند، با خود برداشتند و به مقبره رفتند. اما دیدند سنگ جلو مقبره به کناری غلتانیده شده‌است. چون به مقبره داخل شدند، بدن عیسای خداوند را نیافتند. از این امر در حیرت بودند که ناگاه دو مرد با جامه‌هایی درخشان در کنار ایشان ایستادند… آن دو مرد به ایشان گفتند: چرا زنده را در میان مردگان می‌جویید؟ او اینجا نیست، بلکه برخاسته است. به یاد آورید هنگامی که در جلیل بود، به شما چه گفت. گفت که پسر انسان باید به دست گناهکاران تسلیم شده، بر صلیب کشیده شود و در روز سوم برخیزد. آنگاه زنان سخنان او را به یاد آوردند. چون از مقبره بازگشتند، این همه را به آن یازده رسول و نیز به دیگران بازگفتند… رسولان گفته زنان را هذیان پنداشتند و سخنانشان را باور نکردند».

### گزارش انجیل یوحنا
یوحنّا داستان به‌پا خاستن مسیح را به شکلی کاملاً متفاوت از سه انجیل همنوا آورده‌است، بنابر این با تفصیل بیشتری روایت یوحنا بازگو می‌شود:
«در نخستین روز هفته، سحرگاهان، هنگامی که هوا هنوز تاریک بود، مریم مجدلیه به مقبره آمد و دید که سنگ از برابر آن برداشته شده‌است. پس دوان دوان نزد شمعون پطرس و آن شاگرد دیگر که عیسی دوستش می‌داشت و به آنان گفت: سرورمان را از مقبره برده‌اند و نمی‌دانیم کجا گذاشته‌اند.
پس پطرس همراه آن شاگرد دیگر بیرون آمده، به سوی مقبره روان شدند… پس شمعون پطرس آمد و درون مقبره رفته، دید که پارچه‌های کفن در آنجا هست، اما دستمالی که گرد سر عیسی بسته بودند، نه در کنار پارچه‌های کفن، بلکه جداگانه تا شده و در جایی دیگر گذاشته شده‌است. پس آن شاگرد دیگر نیز که نخست به مقبره رسیده بود، به درون آمد و دید و ایمان آورد؛ زیرا هنوز کتب مقدس را درک نکرده بودند که او باید از مردگان برخیزد. آنگاه آن دو شاگرد به خانه خود بازگشتند. و اما مریم، بیرون، نزدیک مقبره ایستاده بود و می‌گریست، او گریان خم شد تا به درون مقبره بنگرد. آنگاه دو فرشته را دید که جامه‌های سفید بر تن داشتند و آنجا که پیکر عیسی نهاده شده بود، یکی در جای سر و دیگری در جای پاهای او نشسته بودند. آنها به او گفتند: ای زن، چرا گریانی؟ او پاسخ داد: سرورم را برده‌اند و نمی‌دانم کجا گذاشته‌اند. چون این را گفت، برگشت و عیسی را آنجا ایستاده دید، اما نشناخت. عیسی به او گفت: ای زن چرا گریانی؟ که را می‌جویی؟ مریم به گمان اینکه باغبان است، گفت: سرورم، اگر تو او را برداشته‌ای، به من بگو کجا گذاشته‌ای تا بروم و او را بر گیرم. عیسی صدا زد: مریم! مریم روی به جانب او گرداند و به زبان عبرانیان گفت: "ربّونی" (یعنی استاد). عیسی به او گفت: بر من میاویز، زیرا هنوز نزد پدر صعود نکرده‌ام. بلکه نزد برادرانم برو و به آنها بگو که نزد پدر خود و پدر شما و خدای خود و خدای شما صعود می‌کنم. مریم مجدلیه رفت و شاگردان را خبر داد که: "خداوند را دیده‌ام!" و آنچه به او گفته بود، بدیشان بازگفت».

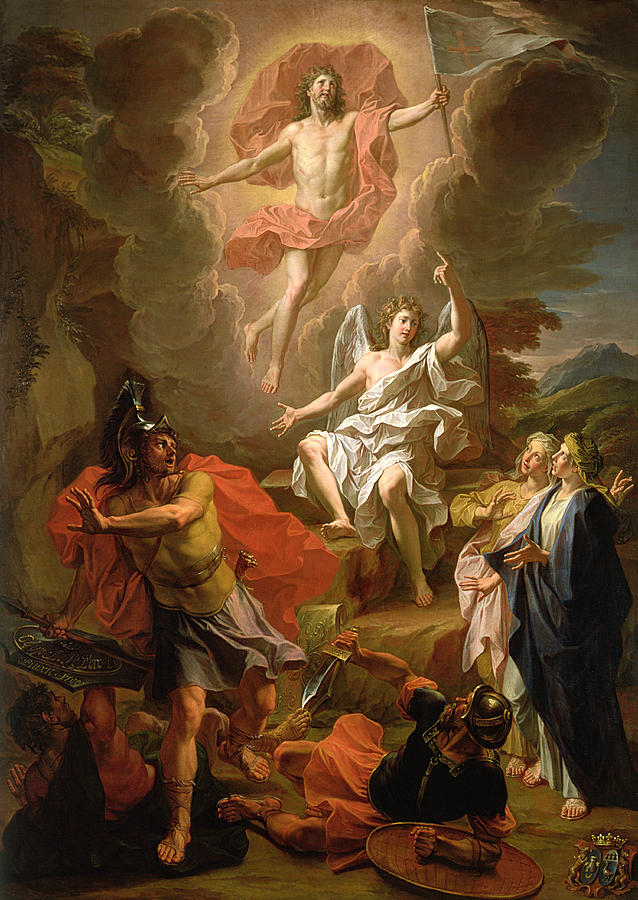
رستاخیز مسیح اثر نوئل کویپل، ۱۷۰۰

پس از نقل گفتار اناجیل در مورد رستاخیز مسیح، با اولین نگاه برای خواننده شدت اختلاف بین متون روشن می‌شود تا جایی که شک نمی‌کند که این متون وحیانی نیست، زیرا اگر یکی را تصدیق کنیم، بناچار باید دیگری را تکذیب کنیم. این نکته‌ایست که عقل و منطق آن را تأیید می‌کند.

## گزیده‌ای از اختلافات اناجیل

### تعداد زن‌ها
به روایت متی آنها فقط مریم مجدلیه و مریم دیگر (مادر یعقوب) هستند.
مرقس می‌گوید آنها سه نفر هستند: مریم مجدلیه، مریم مادر یعقوب و سالومه.
ولی لوقا تعداد آنها را بیشتر از این نقل می‌کند: مریم مجدلیه، یوآنا، مریم مادر یعقوب و زنان دیگر که همراه آنها مردم دیگری نیز بوده‌اند.
اما یوحنا فقط از مریم مجدلیه نام می‌برد، همان که مسیح از بدن او هفت شیطان خارج کرد.

### سنگ و فرشته
به روایت متی سنگ را فرشته‌ها تکان دادند، و بعد از رسیدن زن‌ها زلزله بزرگی به وقوع پیوست و فرشته نیز روی سنگی که خارج قبر بود نشسته بود.
اما مرقس می‌گوید هنگامی که زنان به مقبره رسیدند، دیدند که سنگ پیش از آمدن آنها برداشته شده‌است. در روایت مرقس خبری از زلزله بزرگ نیست و فرشته هم داخل مقبره نشسته، نه آنچنان که متی روایت کرده در خارج قبر.
لوقا نیز گزارش می‌دهد که سنگ قبل از آمدن زن‌ها غلتانیده شده بود، ولی برخلاف متی و مرقس اصلاً از فرشته خبر نمی‌دهد. به روایت او بعد از حیرت زن‌ها از قصه سنگ، آنها دو فرشته (نه یک فرشته) را دیدند که در داخل مقبره نشسته‌اند (نه خارج از آن).
اما در روایت یوحنا، مریم مجدلیه هنگامی به قبر می‌رسد که سنگ از روی قبر غلتانیده شده و اثری هم از فرشته نیست. او هیچ چیزی را ندیده و بعد به سوی پطرس و یوحنا شتافت و با آنها به طرف مقبره بازگشت، ولی اثری از مسیح و فرشته ندیدند. وقتی پطرس و یوحنا رفتند، مریم به سوی قبر نگاه کرد و فرشته را دید که یکی بالای سر ودیگری پائین پا نشسته بودند!!

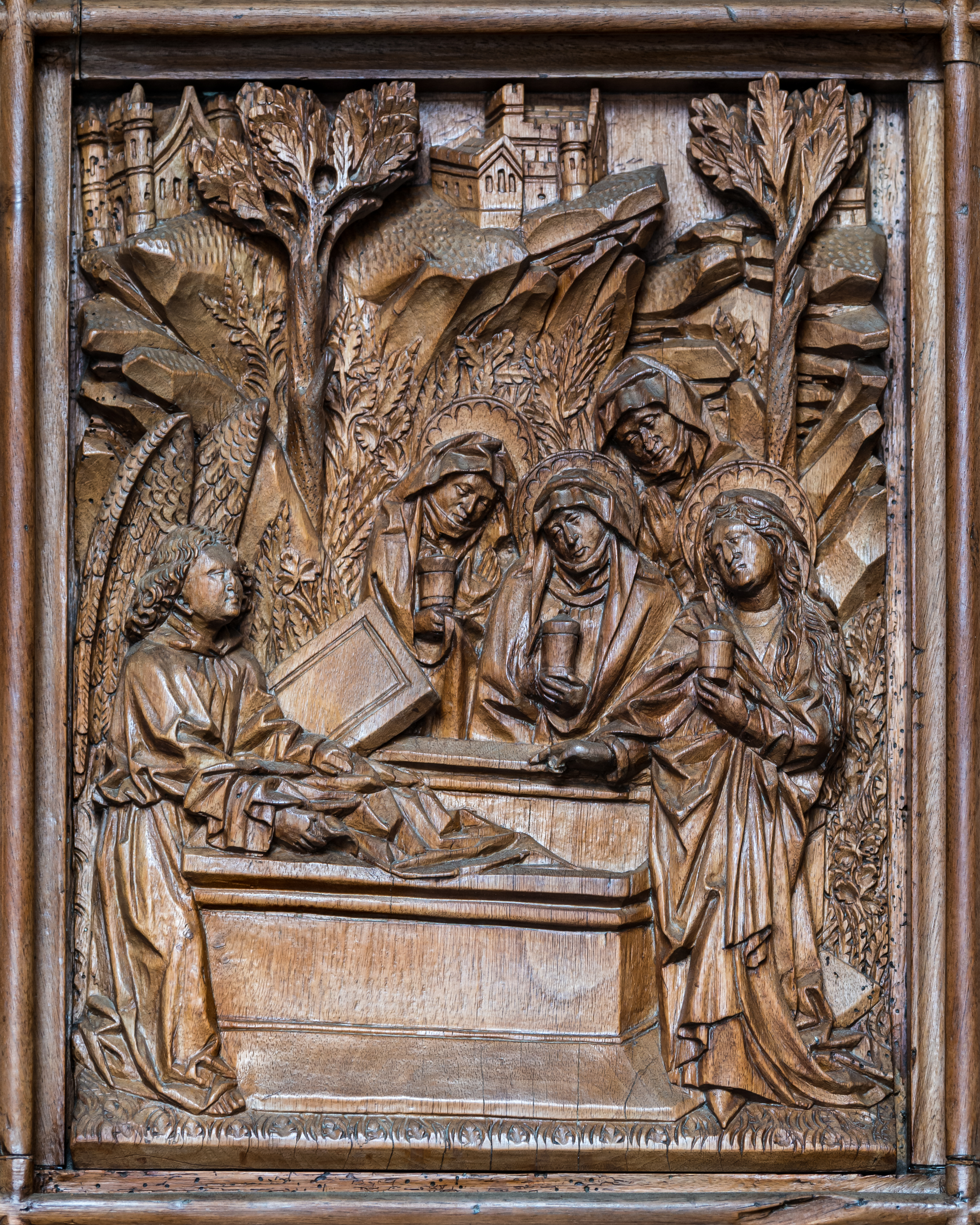
سه مریم در مقبره مسیح (1470) Minster, Baden-Württemberg, Germany(کلیسای جامع کنستانس)

با مراجعه به تفسیرهای عهد جدید تلاش‌های زیادی برای حل این اختلافات به چشم می‌خورد که تقریباً همه توجیه‌ها از سوی نقادان رد می‌شود؛ زیرا مفسرین در آخر به این نتیجه می‌رسند که بگویند: در حقیقت چشم انسانی، قیام مسیح را ندیده و کیفیت آن برای ما روشن نیست ولی برهان بر صحت آن بسیار است.

### مشکل سه روز و سه شب
علاوه بر اختلافات مذکور، مسیح به شاگردانش در مورد صلیب و مرگ و رستاخیزش خبر داده یعنی خبر داده که پس از سه روز و سه شب از میان مردگان قیام می‌کند ولی حقیقت این است که مسیح فقط دو شب و یک روز در قبر مانده؛ زیرا دفن او در غروب جمعه و رستاخیز او در طلوع فجر یکشنبه صورت گرفته‌است.
علاوه بر همه این اختلافات، یوحنا تصریح می‌کند که شاگردان مسیح در مورد قیام مسیح از میان مردگان بی‌خبر بودند، یعنی مسیح آنها را آگاه نکرده بود. از این رو بر اساس گزارش لوقا شاگردان گفته زنان مبنی بر قیام مسیح را تکذیب کردند. یوحنا نیز در مورد پطرس و یوحنا می‌گوید: آندو هنوز کتاب را نفهمیده بودند که او باید از میان مردگان برخیزد.
نتیجه‌ای که از روایات به دست می‌آید این است که یا خبر مرگ و صلیب و قیام مسیح واقعیت ندارد (چنان‌که بسیاری از محققان مسیحی بر این نکته تأکید کرده‌اند) یا باید بگوییم اینکه یوحنا می‌گوید شاگردان مسیح به‌ویژه وصی او پطرس از قیام او بی‌خبر بود، اشتباه است.

## منشأ تاریخی رستاخیز عیسی
منشأ تاریخی رستاخیز عیسی موضوع تحقیقات و بحث‌های تاریخی و همچنین محل بحث متکلمان بوده‌است. گزارش اناجیل، از جمله قبر خالی و ظاهر شدن عیسی مسیح برخاسته بر پیروانش، به طرق مختلف تفسیر و تحلیل شده‌است.
در میان تفاسیر مختلف این فرضیات که عیسی روی صلیب نمرد، اینکه مقبره خالی نتیجه دزدیده شدن بدن عیسی بوده‌است، یا همان‌طور که در مصلوب شدن رومی‌ها معمول بود، عیسی مسیح هرگز دفن نشد، وجود دارد

## تلقی دیگر ادیان دربارهٔ رستاخیز عیسی
یهودیان، مسلمانان و سایر غیر مسیحیان و همچنین برخی از مسیحیان، در مورد اینکه آیا عیسی واقعاً از مرگ برخاسته است، اختلاف نظر دارند.

#### یهودیت
مسیحیت در قرن اول میلادی از یهودیت جدا شد و از آن زمان این دو دین در الهیات متفاوت بوده‌اند. به گفته تولدوت یشو، پیکر عیسی مسیح در همان شب توسط باغبانی به نام یهودا برداشته شد، پس از شنیدن این که شاگردان قصد داشتند جنازه عیسی را بدزدند. البته دیدگاه او در ادبیات ربانی معیار و شرعی نیست.

#### گنوسی‌ها
همچنین ملاحظه کنید گنوسیسم
این گروه از مسیحیان معتقد به رستاخیز جسمانی نیستند. از نظر آنها هرگونه زنده شدن مردگان از همان ابتدا منتفی بود.

#### اسلام
مسلمانان معتقدند که عیسی پسر مریم پیامبری مقدس با پیامی الهی بود. دیدگاه اسلامی این است که عیسی به صلیب کشیده نشد و در آخرالزمان به جهان برخواهد گشت. اما خداوند او را نزد خود بالا برد.

## رستاخیز دوم
در کتاب مکاشفات شرحی از اتفاقاتی که در زمان نزدیک به رستاخیز دوم و آمدن دوبارهٔ عیسی و بعد از آمدن او می‌افتد گفته شده. در انجیل عهد جدید آمده‌است که پیش از وقوع دورهٔ رنج بزرگ، مسیح به زمین می‌آید و با خودش همهٔ مؤمنین واقعی، چه آن‌ها که زنده‌اند و چه آن‌ها که مرده‌اند را به آسمان می‌برد. در طول آن رنج‌ها و آن جنگها مؤمنین در بهشت هستند و مسیح به همراه مردم اسرائیل کارها را انجام می‌دهد. آن‌ها با ضد مسیح می‌جنگند. ضد مسیح، در سال‌های پایانی جهان ظاهر می‌شود و جهان را تحت اختیار خود درمی‌آورد. او یک فرمانروای قدرتمند و ظالم است که تظاهر می‌کند خداست و معجزاتی هم دارد. از دید مسیحیان، او هم‌اکنون هم در روی زمین زندگی می‌کند.

## تلقی‌های مختلف نسبت به رستاخیز دوم
عقیدهٔ مسیحیان دربارهٔ چگونگی رستاخیز دوم عیسی تفاوتهایی دارد.
عده‌ای از آنچه در انجیل آمده‌است به این نتیجه رسیده‌اند که مسیح ۱۰۰۰ سال بر دنیا حکومت خواهد کرد و این حکومتی نیک خواهد بود و همهٔ مردم دنیا او را به عنوان یگانه پادشاه، قبول خواهند کرد و در پایان این ۱۰۰۰ سال، مردگان و زندگان به وسیلهٔ مسیح داوری خواهند شد و معلوم می‌گردد که چه کسی باید به بهشت برود و چه کسی به دوزخ. در این دیدگاه، پیش از ظهور دوم مسیح، همه چیز در جهان روزبه‌روز بدتر می‌شود تا آنجا که برای بشر فاجعه به بار می‌آید. کسانی که به این وقایع باور دارند چندان برایشان مهم نیست که کاری کنند تا جهان جای بهتری برای زندگی شود؛ چرا که قرار است خدا جهان را با نابود کردن بسیاری از آن، از بدیها پاک کند. در حقیقت آن‌ها فقط به تبلیغِ مسیحیت بها می‌دهند تا افراد بیشتری را به دین مسیحی درآورند تا آن‌ها برای روز داوری آماده شوند و عدهٔ کمتری به دوزخ بروند. این افراد عقیده دارند که کلیسا نباید در امور سیاسی و کشورداری یا امور مردم، برای بهبود وضع جامعه دخالت کند. حتی بعضی از آن‌ها در مقابل اقدامات مسیحیان دیگر در جهت فعالیت‌های سیاسی و اجتماعی، عصبانی می‌شوند؛ چرا که عقیده دارند این طرح خداوند است که جامعه به سمت بدتر شدن برود.
عده‌ای دیگر باور دارند که گرچه مسیح روزی خواهد آمد ولی ما اکنون هم تحت حکومت عیسی هستیم و حکومت عیسی مسیح از همان روز رستاخیز اول او شروع شده‌است و جهان به تدریج به سوی صلح و نیکوکاری می‌رود و مسیح از آسمان و با تلقین روشهای درست به افراد مؤمن و کشیشان کلیسا، در حال پیش بردن جهان به سوی پاکی‌ست. در نتیجهٔ این طرز تلقی، ایشان اعتقاد دارند که کشورها باید توسط حکومت‌های مذهبی و کلیسایی اداره شوند و کلیسا باید در امور مردم دخالت کند تا حکومت مسیح بتواند رشد کند و خواسته‌های او اجرا شود.

## نگارخانه

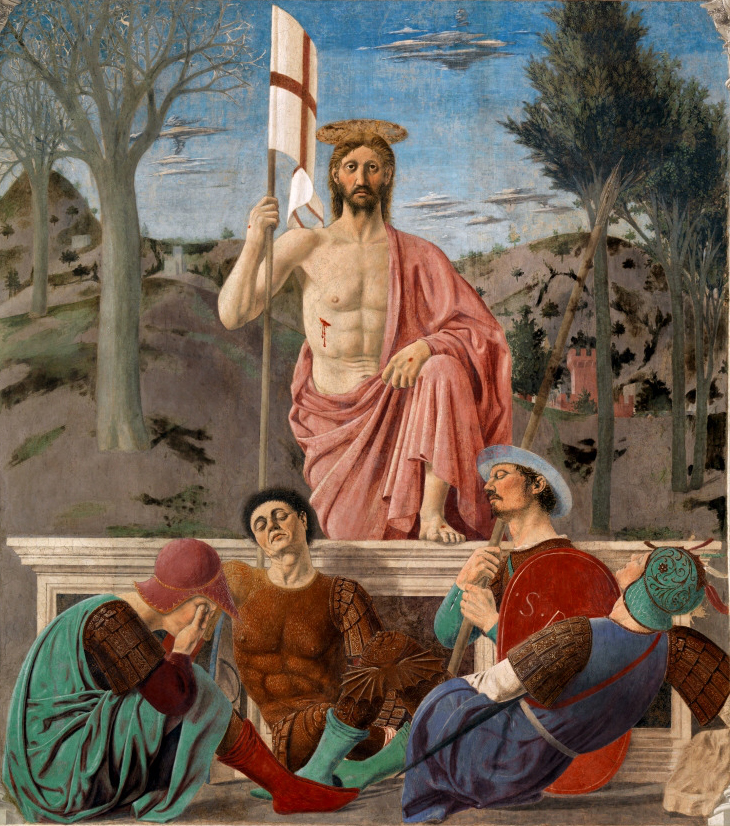
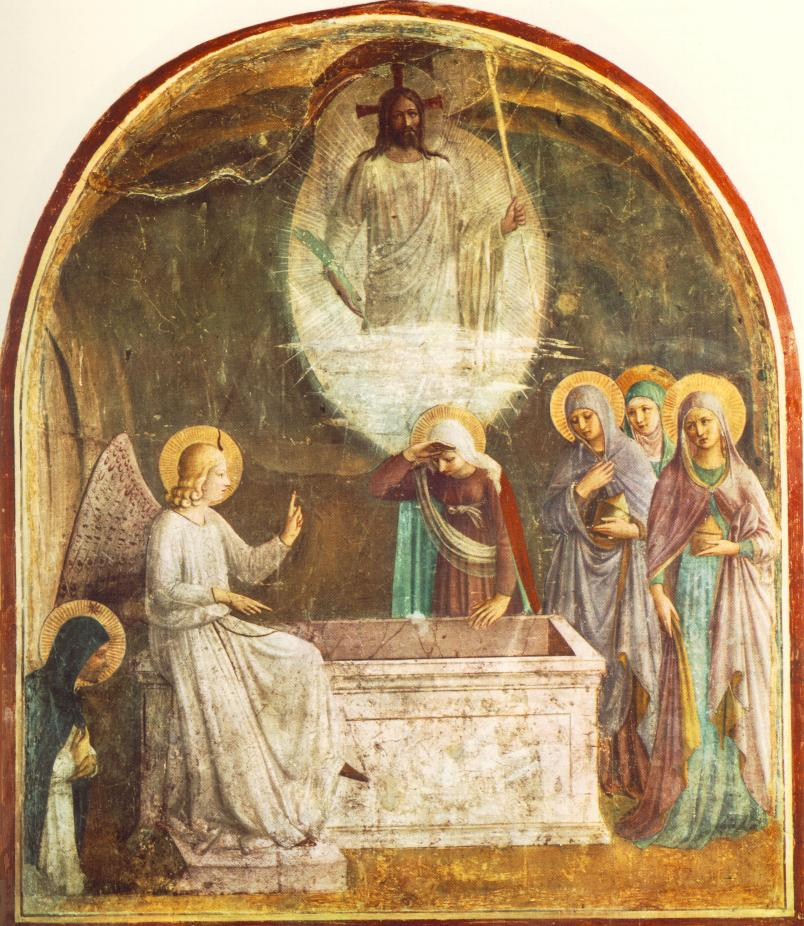
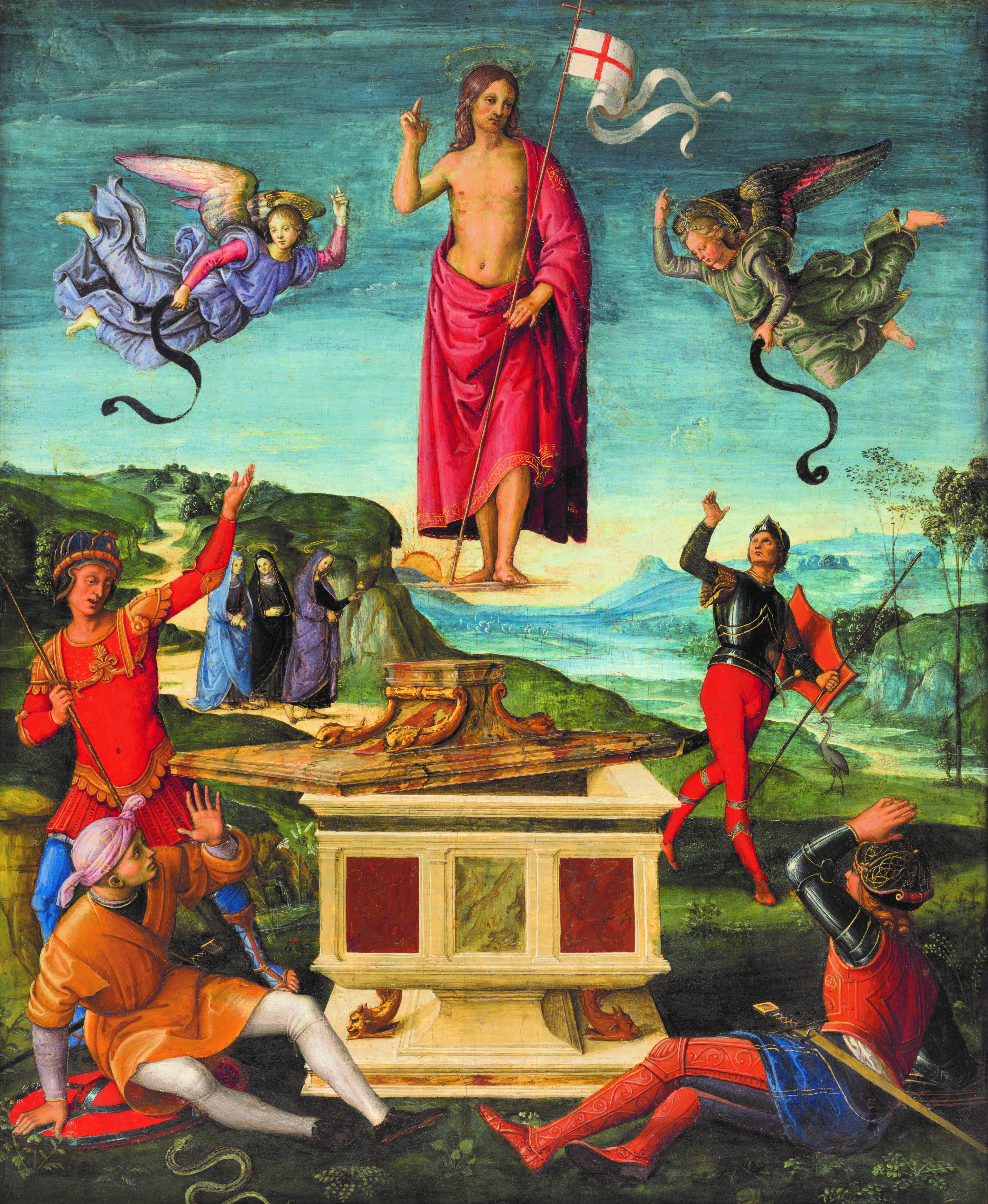
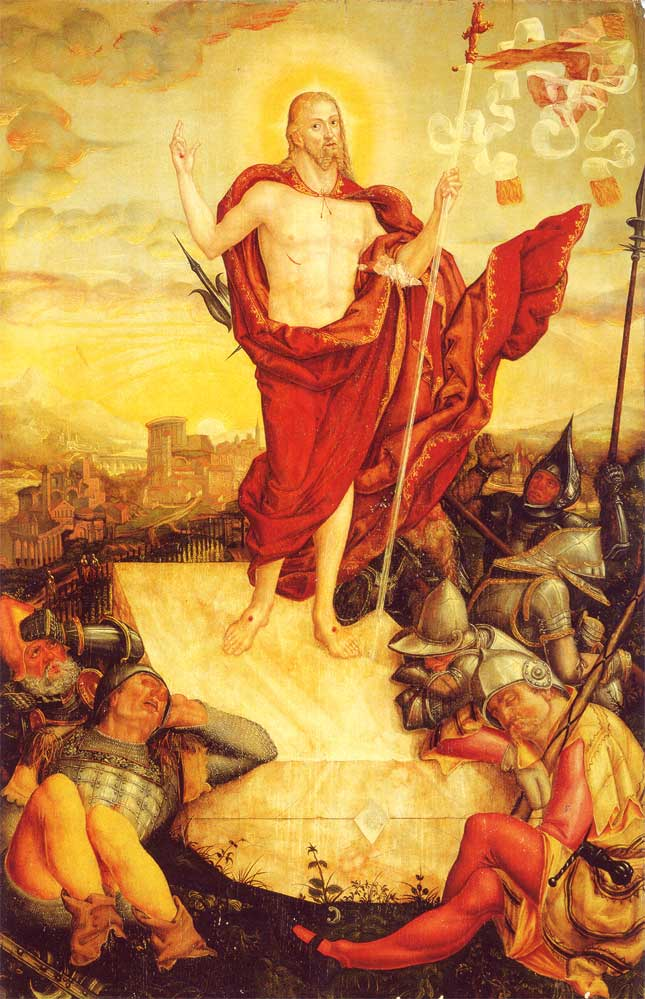